# Gienek Loska
Gienek Loska (Belaaziorsk, 8 de enero de 1975 - Ibidem, 9 de septiembre de 2020) fue un cantautor y guitarrista polaco.

## Biografía
Loska logró reconocimiento en su país tras ganar la primera serie del programa musical The X Factor en 2011. Anteriormente había sido uno de los fundadores de la banda de blues rock Seven B y el cantante y guitarrista principal de la agrupación Gienek Loska Band. También se hizo conocido por sus repetidas actuaciones en las calles de las grandes ciudades polacas. Durante su carrera participó en programas musicales como Szansa na sukces, Mam talent y The X Factor Poland.
El músico falleció a causa de un derrame cerebral el 9 de septiembre de 2020 en la ciudad de Belaaziorsk a los cuarenta y cinco años.

## Discografía
- 2009, Lepiej niż wczoraj
- 2011, Hazardzista
- 2013, Dom